# Octotemnus glabriculus
Octotemnus glabriculus är en skalbaggsart som först beskrevs av Leonard Gyllenhaal 1827.  Octotemnus glabriculus ingår i släktet Octotemnus och familjen trädsvampborrare. Arten är reproducerande i Sverige. Inga underarter finns listade i Catalogue of Life.